# يو إف سي على إي إس بي إن: ريباس ضد ناماجوناس
يو إف سي على إي إس بي إن: ريباس ضد ناماجوناس (بالإنجليزية: UFC on ESPN: Ribas vs. Namajunas)‏ (المعروف أيضًا باسم يو إف سي على إي إس بي إن 53) هو حدث لفنون القتال المختلطة نظمته يو إف سي، أُقيم في 23 مارس 2024، على يو إف سي أبيكس في إنتربرايز، نيفادا، وهي جزء من منطقة لاس فيغاس الحضرية، الولايات المتحدة.